# Храм Светих апостола Петра и Павла у Великобуковичким Лужанима
Храм Светих апостола Петра и Павла у Великобуковичким Лужанима, насељеном месту на територији града Добоја, припада Епархији зворничко–тузланској Српске православне цркве.

## Историјат
Храм Светих апостола Петра и Павла у Великобуковичким Лужанима је димензија 15×7 метара. Градња је почела 1991. године према пројекту архитекте Живојина Митровића из бироа „Семберија пројект” из Бијељине. Темеље је освештао 28. септембра 1991. године епископ зворничко-тузлански Василије Качавенда, а завршен храм 16. јула 1995. Земљиште на којем је саграђен храм, површине 2000 m², су даровала браћа Раде и Ђорђо Давидовић из Лужана.
Храм су осликали Вук Лукић из Београда и Синиша Дамјановић из Укрине од августа 2007. до маја 2008. године. Иконостас од ораховине је израђен у предузећу „Развитак” из Добоја. Иконе на иконостасу је осликао Александар Васиљевић из Добоја. У храму се налазе честице моштију Светог Јована Шангајског, Свете Петке Параскеве, Светих ајудских мученика из румунске православне цркве и Светог Петра Коришког.